# Ctenocella corona
Ctenocella corona är en korallart som först beskrevs av Manfred Grasshoff 1999.  Ctenocella corona ingår i släktet Ctenocella och familjen Ellisellidae. Inga underarter finns listade i Catalogue of Life.